# Castrocielo
Castrocielo és un comune (municipi) de la província de Frosinone, a la regió italiana del Laci, situat a uns 110 km al sud-est de Roma i a uns 30 km al sud-est de Frosinone.
Castrocielo limita amb els municipis d'Aquino, Colle San Magno, Piedimonte San Germano, Pontecorvo i Roccasecca.
A 1 de gener de 2019 tenia 3.979 habitants.